# 겐티스산
겐티스산(영어: gentisic acid)은 디히드록시 벤조산의 하나이다. 벤조산의 파생물이며, 아스피린의 신진대사에 의한 분해 생성물(1%)로 간에서 분비된다.
아프리카 나무 Alchornea cordifolia와 포도주에서도 발견된다.

## 생산
겐티스산은 하이드로퀴논을 카르복시화하여 생산할 수 있다.
C6H4(OH)2 + CO2 → C6H3(CO2H)(OH)2
이 변환은 콜베-슈미트 반응의 한 예이다.
위의 방법 외에도 이 화합물은 엘브스 과황산염 산화를 통해 살리실산에서 합성할 수 있다.